# Трансідіоетнографія
Трансідіоетографія — це трансдисциплінарна практика, яка займається мультимедійним дослідженням та дослідженням власного культурного середовища за допомогою експериментальної польової роботи.

## Визначення
«Ідіо» по-грецьки від idios — власний, особистий, ідіосинкратичний, прикметник, що стосується природи ідіосинкразії або чогось, властивого окремій людині. «Транс» — це префікс, що зустрічається в запозичених словах з латини (transcend;transdisciplinary, transgressive); «поперечний», у транс (прийменник і прийменник) через, поза, через. Етнографія — науковий опис звичаїв народів і культур.
Трансідіоетнографія — це неологізм, задуманий в Англії 2012 року для опису трансдисциплінарної практики, яка поєднує автоетнографічну польову роботу, етнографічну практику та мультимедійне мистецтво. Префікс «транс» вказує на лімінальність, якість «проміжності», що оцінює культури «поміж» переважаючими культурами.

## Дослідження
Помітним внеском стала книга Райта та Шнайдера «Сучасне мистецтво та антропологія» і нещодавно книга Берга «Між мистецтвом і антропологією: сучасна етнографічна практика».
Книга «Між мистецтвом і антропологією» пропонує нові й глибокі аргументи щодо розгляду сучасного мистецтва та антропології через призму польової роботи. Автори підкреслюють, що художники й антропологи мають спільні практики, які порушують схожі етичні питання, і вперше досліджують ці проблеми на глибокому рівні. Книга обґрунтовує необхідність взаємного навчання художників і антропологів через безпосередню практику в польових умовах. Вона виходить за рамки «етнографічного повороту» в сучасному мистецтві та «кризи репрезентації» в антропології, розкриваючи наслідки нової антропології почуттів і етичні питання, що виникають у майбутній співпраці між мистецтвом і антропологією.
Есе Гела Фостера «Митець як етнограф» у книзі «Повернення реального » порівнює сучасного художника-етнографа з «Автором як виробником» Уолтера Бенджаміна. Він зазначає, що як авторка пов’язана зі своїм патроном, так і митець часто зв’язаний зі своїм спонсором, який може перекодувати твір як громадську участь чи навіть «самокритику», прищеплюючи його від критики ззовні інституції. Незважаючи на ці обґрунтовані зауваження, Фостер визнає, що співпраця між художниками та спільнотами часто призводила до яскравих результатів, таких як відновлення прихованих історій.
Концепцію автоетнографії, самоучки або народної етнографії власної культури, розглянуту в книзі Данахая «Автоетнографія» можна розглядати як більш рефлексивний, суб’єктивний запис досвіду з перших рук, що долає традиційне спостереження спостерігача, відносини в традиційній етнографії.